# Sanicula serrata
Sanicula serrata är en flockblommig växtart som beskrevs av H.Wolff. Sanicula serrata ingår i släktet sårläkor, och familjen flockblommiga växter. Inga underarter finns listade i Catalogue of Life.